# US Open 2014 (tennis)
De 134e editie van de US Open werd gespeeld van 25 augustus tot en met 8 september 2014. Voor de vrouwen was dit de 128e editie van het Amerikaanse hardcourt-toernooi. Het toernooi werd gespeeld in het USTA Billie Jean King National Tennis Center in de Amerikaanse stad New York.
Samenvatting
De Amerikaanse Serena Williams was titelverdedigster bij het vrouwenenkelspel. Zij stond als eerste op de plaatsingslijst. Na afloop van de vierde ronde waren de reekshoofden twee tot en met negen allemaal al uit de race. Na overwinning op de als elfde geplaatste Flavia Pennetta (kwartfinale) alsmede op het zeventiende reekshoofd Jekaterina Makarova (halve finale) kreeg Williams pas in de finale enig weerwerk, van de als tiende geplaatste Caroline Wozniacki. Niettemin slaagde Williams er met weinig moeite in, haar titel te prolongeren. In het totale toernooi verloor zij geen enkele set.
Bij het mannenenkelspel was de Spanjaard Rafael Nadal de titelhouder. Als gevolg van een polsblessure nam hij evenwel niet deel aan het toernooi. De twee hoogstgeplaatste spelers, Novak Đoković (ATP-1) en Roger Federer (ATP-3), bereikten de finale net niet. De eindstrijd werd uitgevochten tussen het tiende reekshoofd, de Japanner Kei Nishikori en de als veertiende geplaatste Kroaat Marin Čilić. Čilić, die in de vierde ronde zijn laatste setverlies had geleden, bedwong zijn één jaar jongere tegenstander zonder moeite; hij had aan drie sets voldoende.
Het vrouwendubbelspel werd in 2013 gewonnen door het onafscheidelijke Tsjechische koppel Andrea Hlaváčková en Lucie Hradecká. Dit paar speelt sinds september 2013 niet meer samen. Ieder nam met een andere partner aan het toernooi deel, evenwel met matig succes. Voor de Italiaanse favorieten Sara Errani en Roberta Vinci viel het doek al vroeg in het toernooi. Het als vierde geplaatste Russische duo Jekaterina Makarova en Jelena Vesnina greep hun tweede gezamenlijke grandslamtitel.
Bij de mannen waren Leander Paes (India) en Radek Štěpánek (Tsjechië) de titelverdedigers. Dit jaar was de derde ronde voor hen het eindstation. De als eerste geplaatste Amerikaanse tweelingbroers Bob en Mike Bryan grepen voor de vijfde keer de dubbelspeltitel op de US Open. Het was de honderdste gezamenlijke ATP-titel van de broers. Bovendien verlengden zij hun recordaantal grandslamtitels tot zestien.
Het gemengd dubbelspel werd in 2013 gewonnen door Andrea Hlaváčková (Tsjechië) en Maks Mirni (Wit-Rusland). Ieder speelde dit jaar met een andere partner – na de tweede ronde was het toernooi voor hen beiden ten einde. Het als eerste geplaatste duo Sania Mirza / Bruno Soares ging met de trofee naar huis.

## Kalender
De in 2013 ingestelde maatregel om het toernooi met een dag te verlengen (tot en met maandag) is in 2014 gecontinueerd.
|                    | augustus 2014 | augustus 2014 | augustus 2014 | augustus 2014 | augustus 2014 | augustus 2014 | augustus 2014 | augustus 2014 | september 2014 | september 2014 | september 2014 | september 2014 | september 2014 | september 2014 | september 2014 | september 2014 |
| ma 25              | di 26         | wo 27         | wo 27         | do 28         | vr 29         | za 30         | zo 31         | ma 1          | di 2           | wo 3           | do 4           | vr 5           | za 6           | zo 7           | ma 8           |                |
| ------------------ | ------------- | ------------- | ------------- | ------------- | ------------- | ------------- | ------------- | ------------- | -------------- | -------------- | -------------- | -------------- | -------------- | -------------- | -------------- | -------------- |
| Vrouwenenkelspel   | 1e ronde      | 1e ronde      | 2e ronde      | 2e ronde      | 2e ronde      | 3e ronde      | 3e ronde      | 4e ronde      | 4e ronde       | kwartfinale    | kwartfinale    |                | halve finale   |                | finale         |                |
| Mannenenkelspel    | 1e ronde      | 1e ronde      | 1e ronde      | 2e ronde      | 2e ronde      | 2e ronde      | 3e ronde      | 3e ronde      | 4e ronde       | 4e ronde       | kwartfinale    | kwartfinale    |                | halve finale   |                | finale         |
| Vrouwendubbelspel  |               |               | 1e ronde      | 1e ronde      | 1e ronde      | 2e ronde      | 2e ronde      | 3e ronde      | 3e ronde       | kwartfinale    | kwartfinale    | halve finale   |                | finale         |                |                |
| Mannendubbelspel   |               | 1e ronde      | 1e ronde      | 1e ronde      | 1e ronde      | 2e ronde      | 2e ronde      | 3e ronde      | 3e ronde       | kwartfinale    | kwartfinale    | halve finale   |                |                | finale         |                |
| Gemengd dubbelspel |               |               | 1e ronde      | 1e ronde      | 1e ronde      | 1e ronde      | 2e ronde      | 2e ronde      | kwartfinale    |                | halve finale   |                | finale         |                |                |                |

## Belangrijkste uitslagen
Mannenenkelspel

Finale: Marin Čilić (Kroatië) won van Kei Nishikori (Japan) met 6-3, 6-3, 6-3
Vrouwenenkelspel

Finale: Serena Williams (VS) won van Caroline Wozniacki (Denemarken) met 6-3, 6-3
Mannendubbelspel

Finale: Bob Bryan (VS) en Mike Bryan (VS) wonnen van Marcel Granollers (Spanje) en Marc López (Spanje) met 6-3, 6-4
Vrouwendubbelspel

Finale: Jekaterina Makarova (Rusland) en Jelena Vesnina (Rusland) wonnen van Martina Hingis (Zwitserland) en Flavia Pennetta (Italië) met 2-6, 6-3, 6-2
Gemengd dubbelspel

Finale: Sania Mirza (India) en Bruno Soares (Brazilië) wonnen van Abigail Spears (VS) en Santiago González (Mexico) met 6-1, 2-6, [11-9]
Meisjesenkelspel

Finale: Marie Bouzková (Tsjechië) won van Anhelina Kalinina (Oekraïne) met 6-4, 7-6
Meisjesdubbelspel

Finale: İpek Soylu (Turkije) en Jil Teichmann (Zwitserland) wonnen van Vera Lapko (Wit-Rusland) en Tereza Mihalíková (Slowakije) met 5-7, 6-2, [10-7]
Jongensenkelspel

Finale: Omar Jasika (Australië) won van Quentin Halys (Frankrijk) met 2-6, 7-5, 6-1
Jongensdubbelspel

Finale: Omar Jasika (Australië) en Naoki Nakagawa (Japan) wonnen van Rafael Matos (Brazilië) en João Menezes (Brazilië) met 6-3, 7-6
Rolstoelmannenenkelspel

Finale: Shingo Kunieda (Japan) won van Gustavo Fernández (Argentinië) met 7–6(0), 6–4
Rolstoelmannendubbelspel

Finale: Stéphane Houdet (Frankrijk) en Shingo Kunieda (Japan) wonnen van Gordon Reid (VK) en Maikel Scheffers (Nederland) met 6-2 2-6 7-6(4)
Rolstoelvrouwenenkelspel

Finale: Yui Kamiji (Japan) won van Aniek van Koot (Nederland) met 6-3, 6-3
Rolstoelvrouwendubbelspel

Finale: Yui Kamiji (Japan) en Jordanne Whiley (VK) wonnen van Jiske Griffioen (Nederland) en Aniek van Koot (Nederland) met 6-4, 3-6, 6-3
Quad-enkelspel

Finale: Andy Lapthorne (VK) won van David Wagner (VS) met 7–5, 6–2
Quad-dubbelspel

Finale: Nick Taylor (VS) en David Wagner (VS) wonnen van Dylan Alcott (Australië) en Lucas Sithole (ZA) met 6–3, 7–5